# Puccinia nepalensis
Puccinia nepalensis är en svampart som beskrevs av Barclay & Dietel 1890. Puccinia nepalensis ingår i släktet Puccinia och familjen Pucciniaceae.   Inga underarter finns listade i Catalogue of Life.